# Tex McCrary
Tex McCrary (ur. 13 października 1910 w Calvert, zm. 29 lipca 2003 w Nowym Jorku) – amerykański specjalista public-relations i dziennikarz.
Jego żoną była Jinx Falkenburg (1919-2003) – aktorka, modelka i tenisistka (rodzona siostra Boba Falkenburga). Tex McCrary i Jinx Falkenburg spopularyzowali gatunek talk-show w radio i telewizji. 

## Wyróżnienia
Posiada swoją gwiazdę na Hollywoodzkiej Alei Gwiazd.